# Карвач (Мазовецьке воєводство)
Карвач (пол. Karwacz) — село в Польщі, у гміні Пшасниш Пшасниського повіту Мазовецького воєводства.
Населення — 420 осіб (2011).
У 1975-1998 роках село належало до Остроленцького воєводства.

## Демографія
Демографічна структура станом на 31 березня 2011 року:
|          | Загалом | Допрацездатний вік | Працездатний вік | Постпрацездатний вік |
| -------- | ------- | ------------------ | ---------------- | -------------------- |
| Чоловіки | 217     | 62                 | 139              | 16                   |
| Жінки    | 203     | 43                 | 115              | 45                   |
| Разом    | 420     | 105                | 254              | 61                   |